# ミュージック イン ランチボックス
ミュージック イン ランチボックスとは、西日本放送で2002年4月1日から2024年3月29日まで放送のラジオ番組である。

## 概要
- テーマ曲はGTS「SUNNY DAY」（2018年4月 - ）。

## タイムテーブル
- 11:20 オープニング
- 11:30 ミュージック　イン　ランチボックス
- 11:35 お天気情報
- 11:40 (月·木) 快適生活ラジオショッピング (火·水·金) インフォメーション
- 11:45 リクエストコーナー
- 11:55 ランチボックス　パートⅡ
- 12:01 ランチタイム ニュース（文化放送発同時ネット）
- 12:07 RNCニュース
- 12:10 ブランニュータイム
- 12:15 ＣＤ＆レコードライブラリー
- 12:20 エンディング